# Arcadio María Larraona
Arcadio María Larraona C.M.F., (ur. 13 listopada 1887 w Oteiza de la Solana w diecezji Pampeluna, zm. 7 maja 1973 w Rzymie) – hiszpański duchowny katolicki, członek zgromadzenia misjonarzy klaretynów, kardynał, prefekt Kongregacji ds. Obrzędów.

## Życiorys
28 lipca 1902 wstąpił do zgromadzenia misjonarzy klaretynów. Doktorat z prawa kanonicznego uzyskał na Uniwersytecie w Rzymie. 10 czerwca 1911 przyjął święcenia kapłańskie w Saragossie. 11 grudnia 1950 Pius XII mianował go sekretarzem Kongregacji ds. Zakonników. Na konsystorzu 14 grudnia 1959 Jan XXIII wyniósł go do godności kardynalskiej z tytułem diakona Santi Biagio e Carlo ai Catinari. 13 sierpnia 1961 mianował go Penitencjarzem Wielkim. 12 lutego 1962 mianował go prefektem Kongregacji ds. Obrzędów, a 5 kwietnia tego samego roku mianował go arcybiskupem tytularnym Diocesarea di Isauria. Konsekracja odbyła się 19 kwietnia w bazylice patriarchalnej św. Jana na Lateranie, sakrę biskupią przyjął z rąk papieża Jana XXIII. Uczestniczył w obradach Soboru Watykańskiego II. Uczestnik konklawe w 1963. 9 stycznia 1968 złożył rezygnację z urzędu prefekta. Zmarł w Rzymie.